# The Hidden Children
Hidden Children è un film drammatico del 1917 diretto da Oscar Apfel che aveva anche sceneggiato la storia, adattamento del romanzo omonimo di Robert W. Chambers.
I protagonisti del film erano Harold Lockwood e May Allison che all'epoca formavano - professionalmente - una delle coppie più famose dello schermo. Il ruolo della madre era interpretato da Lillian West in uno dei suoi primi film.

## Trama
Per salvare suo figlio dagli indiani, una donna francese, in punto di morte, affida il figlio Evan a un ufficiale inglese, Guy Johnson. Questi, con l'aiuto di Mayaro, capo dei Mohicani, alleva e fa crescere il ragazzo.
Anche alla piccola Lois succede la stessa cosa: sua madre, Jeanne de Contrecoeur viene catturata dai pellerossa e la bambina è destinata ad essere sacrificata. Per salvarla, la madre riesce a mandarla da Cavert, un colono. Ogni anno, la madre invia alla figlia un paio di mocassini.
Divenuta adulta, la ragazza è determinata a ritrovare la madre. Venuta a conoscenza che questa si trova in territorio irochese, Lois si unisce ai fucilieri di Morgan, in missione nella zona. Nel corso della spedizione, conosce Evan che è diventato capo esploratore della divisione. I due si innamorano e si raccontano le loro storie così simili.
La compagnia giunge a Catherine-town, il villaggio dov'è stata segnalata la presenza di Jeanne, giusto in tempo per salvare la donna dall'esecuzione, condannata come Strega Bianca.

## Produzione
Il film fu girato al Pine Crest Mountain Resort di San Bernardino Mountains in California, prodotto dalla Yorke Film Corporation.

## Distribuzione
Distribuito negli Stati Uniti dalla Metro Pictures Corporation ( (A Metro Wonderplay)), il film uscì nelle sale il 26 marzo 1917. In Germania, il film fu distribuito dall'UFA.

### Date di uscita
IMDb
- USA	26 marzo 1917

Alias
- Vanata, das Indianermädchen	Germania